# Андрија Тепавчевић
Андрија Тепавчевић је лингвиста српског језика. Рођен је 13. децембра 1946. године у Војводини. Учитељску школу завршио је у Травнику, а затим Вишу педагошку у Сарајеву. Филолошки факултет завршио је у Београду. Професор је српског језика у Средњошколском центру у Палама. Магистарски испит положио је 27. јула 2004. године из лингвистике на Филозофском факултету Универзитета у Источном Сарајеву. 